# Tomba del Soldat Desconegut (Romania)
La Tomba del Soldat Desconegut a Romania (en romanès: Mormântul Soldatului Necunoscut) és un monument situat a Bucarest, Romania. Està dedicat als soldats que van morir mentre lluitaven per Romania. És una de les moltes tombes nacionals d'aquest tipus.
Va ser construït l'any 1923 per commemorar els romanesos que van morir durant la Primera Guerra Mundial.

## Història
El 1923 es va decidir escollir un dels soldats caiguts per representar a tots els que havien sacrificat la seva vida durant la guerra.
L'ordre núm. 567/1 de maig de 1923 del Ministeri de la Guerra va dictaminar que un orfe de guerra de 1r de primària d'una escola militar escolliria el taüt del Soldat Desconegut. Les escoles militars de Iași, Craiova, Chișinău i el monestir de Dealu van enviar els noms dels seus millors estudiants que complien els criteris respectius. D'entre els quatre candidats, va ser seleccionat l'orfe de guerra Amilcar Săndulescu, estudiant de 12 anys a l'institut militar "Dimitrie Sturdza" de Craiova (avui Col·legi Militar "Tudor Vladimirescu"), el pare del qual va morir al front el 1917.
Deu soldats no identificats que van morir a Mărășești, Mărăști, Oituz, Târgu Ocna, Jiu, Prahova, Bucarest, a Dobruja, Transsilvània i Bessaràbia van ser exhumats i dipositats en taüts de roure, doblats amb zinc, a l'interior de l'església "Assumpció de Maria" de Mărășești.
El 14 de maig de 1923, durant la cerimònia solemne organitzada a Mărășești, Amilcar Săndulescu es va agenollar davant del quart taüt i va dir: "Aquest és el meu pare". Després d'haver escollit el Soldat Desconegut, els altres nou taüts van ser enterrats amb honors militars al Cementiri dels Herois de Mărăşeşti.
El 15 de maig de 1923, el taüt del Soldat Desconegut, embolicat amb una tricolor romanesa, va ser col·locat a bord d'un tren especial cap a Bucarest, on l'esperaven el rei Ferran, els funcionaris de l'estat i una guàrdia d'honor. Posat sobre un carruatge de canó tirat per vuit cavalls, el taüt va ser transportat en una llarga processó fins a l'església "Mihai Vodă" i va romandre allà dos dies més, perquè la gent pogués retre el seu darrer homenatge.
El 17 de maig de 1923 (que també era el Dia dels Herois / Dia de l'Ascensió), el taüt va ser enterrat dins d'una cripta a Parc Carol I amb tots els honors militars en presència de la família reial, el govern, membres del Parlament i nombrosos membres del públic. La llosa de pedra de la cripta deia: "Aquí descansa feliçment el Senyor el Soldat Desconegut, que va sacrificar la seva vida per la unitat del poble romanès. Sobre els seus ossos es troba la terra de la Romania unida. 1916–1919."
La nit del 22 al 23 de desembre de 1958, el monument del Soldat Desconegut va ser desmuntat i traslladat, en gran secret, al Mausoleu de Mărășești pel règim comunista per fer lloc al Mausoleu dels Herois Comunistes, on hi havia diversos dirigents del Partit. posteriorment enterrat (entre ells Gheorghe Gheorghiu-Dej).
L'any 1991, després de la caiguda del règim, la Tomba va ser traslladada de nou al Parc Carol, més a prop de la seva ubicació original.

L'any 2007 la Tomba es va traslladar encara més a la seva ubicació original de 1923, just al costat del mausoleu comunista.

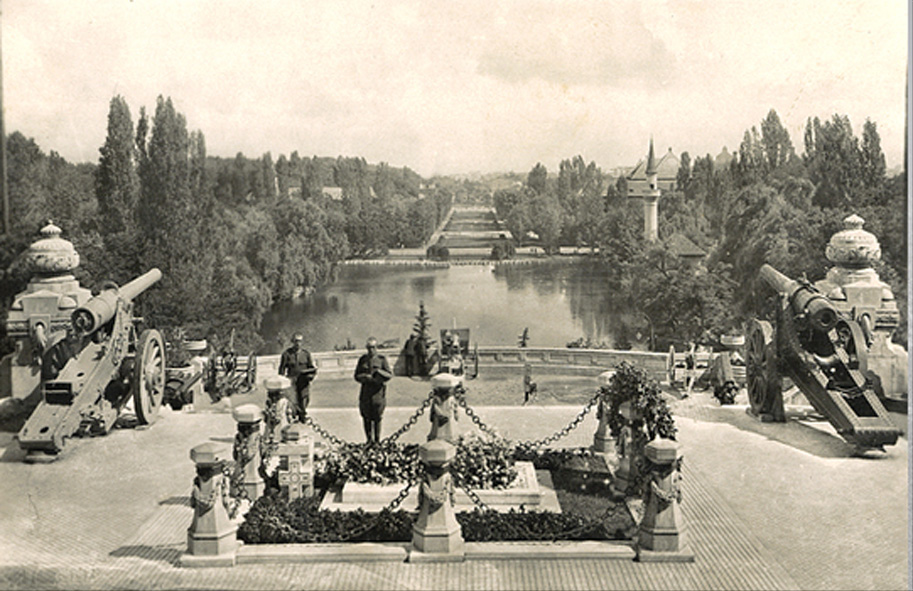
La tomba del soldat desconegut en el període d'entreguerres
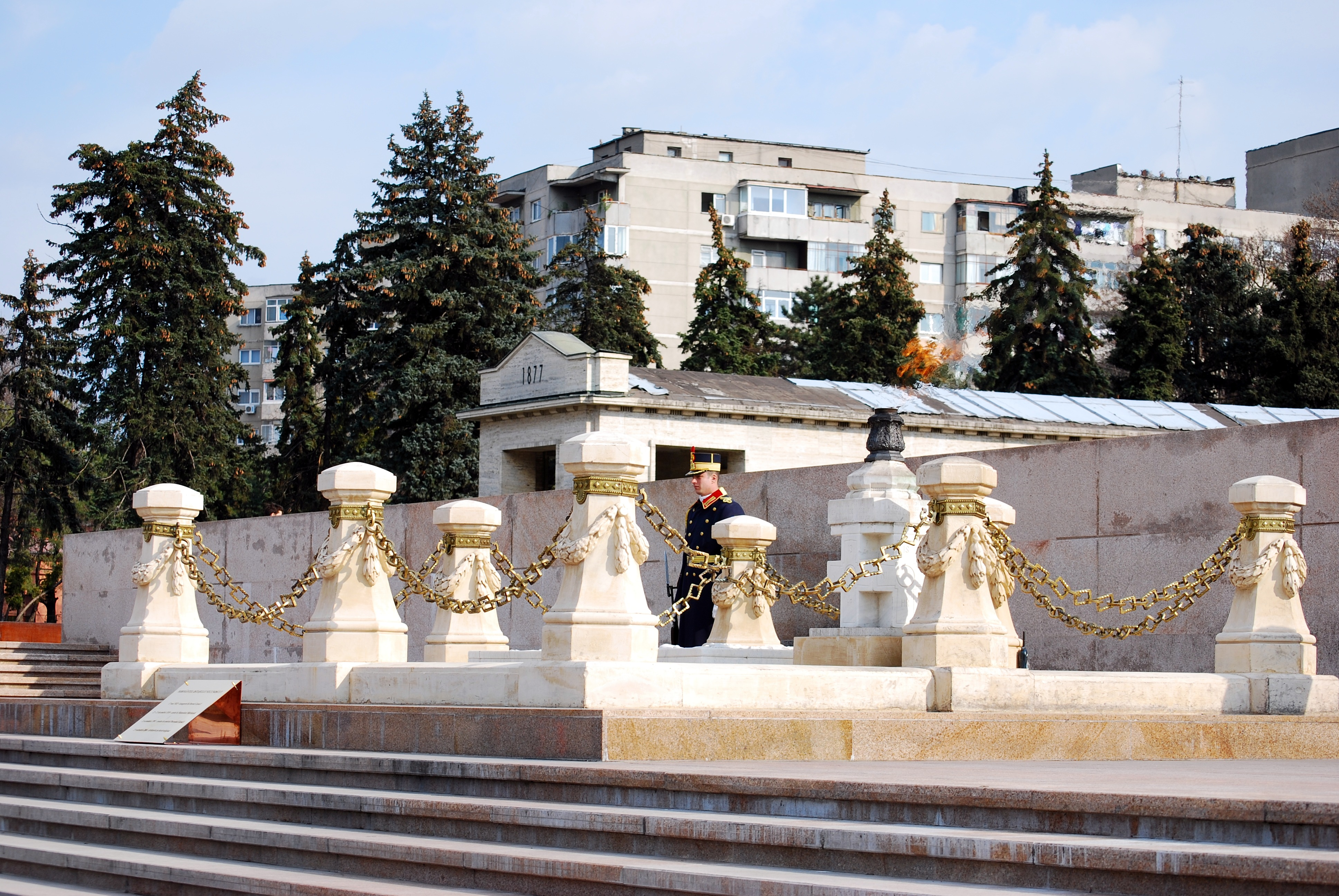
Vista de la Tomba
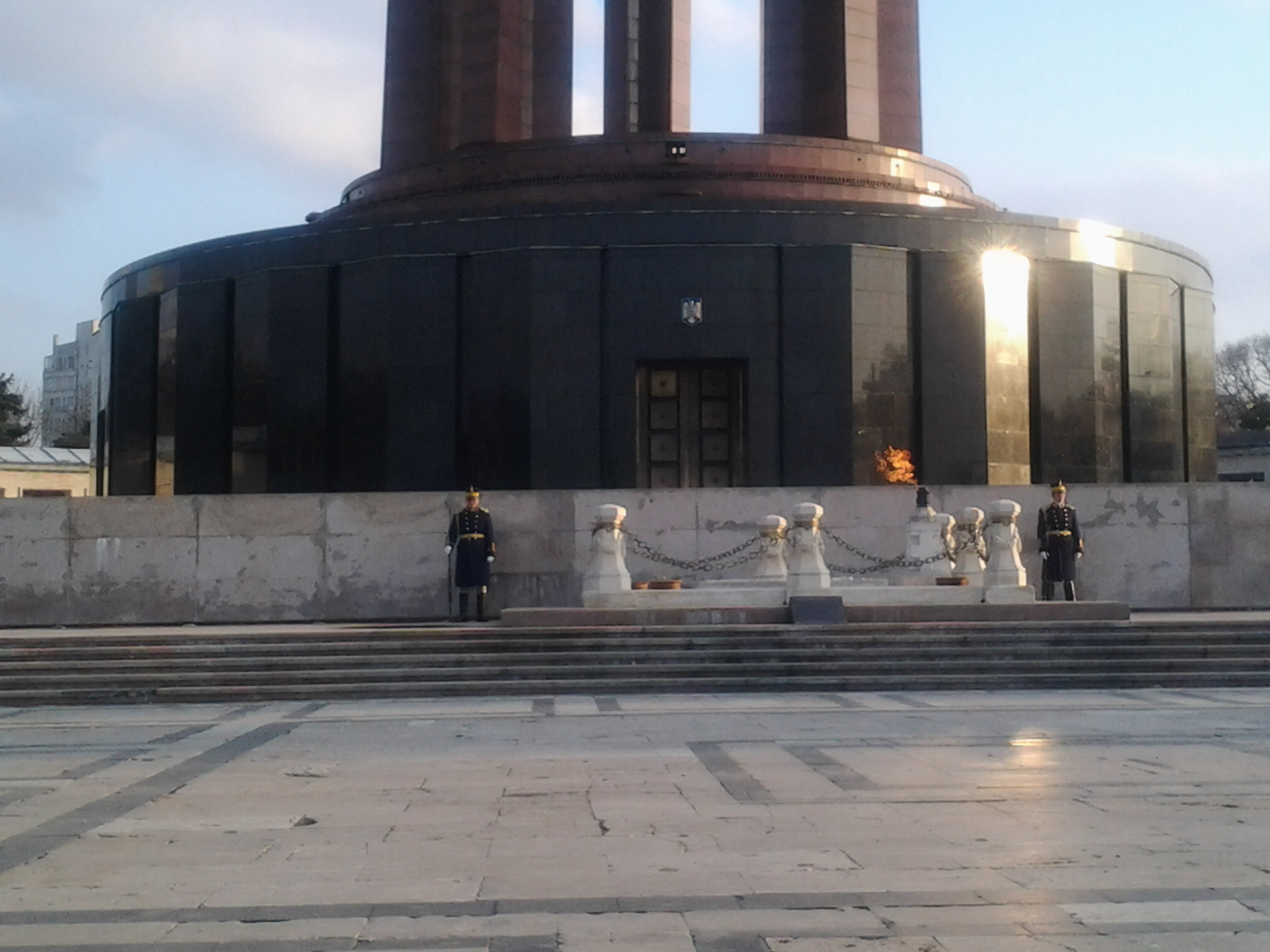
La Tomba al costat del mausoleu comunista